# Тайна пропавшей деревни
«Тайна пропавшей деревни» — российский комедийный детективный телесериал. Главные роли сыграли Мария Горбань и Филипп Ершов. Съёмки проходили в Тверской области. Премьера состоялась 20 апреля 2023 года в онлайн-кинотеатре IVI. Телевизионная премьера состоялась 3 июля 2023 года на «ТНТ».

## Сюжет
Московская журналистка Татьяна Блок приезжает в деревню Нижние Броды, чтобы провести своё расследование исчезновения всех жителей соседнего села. Для неё это шанс доказать, что её зря уволили с телеканала. В расследовании ей помогает местный житель — школьный учитель труда Алексей Кудря.

## В ролях
| Актёр                | Роль                                                |
| -------------------- | --------------------------------------------------- |
| Мария Горбань        | Татьяна Блок журналистка, блогер                    |
| Филипп Ершов         | Алексей Кудря учитель труда из деревни Нижние Броды |
| Сергей Муравьёв      | Тимофей Скок оператор                               |
| Ольга Ергина         | Лариса Шныкова                                      |
| Дмитрий Никулин      | Иван Кукин тракторист                               |
| Алексей Дмитриев     | Гарик Вайденфельд работник станции                  |
| Людмила Чиркова      | Аксинья Харитонова, «Харитониха» ведьма             |
| Николай Кисличенко   | Людвиг Иванов участковый                            |
| Светлана Листова     | Маргарита Иванова продавщица, жена участкового      |
| Михаил Крылов        | Семён Чукаров директор школы                        |
| Павел Сборщиков      | Олег Степанов / Михаил Степанов                     |
| Алина Ходжеванова    | Мария Степанова                                     |
| Сергей Бачурский     | Николай Остапенко председатель Нижных Бродов        |
| Денис Косяков        | Максим Гуликов бывший Татьяны                       |
| Алексей Колубков     | Пётр Голубев почтальон                              |
| Янина Когут          | Людмила Шишканова                                   |
| Вячеслав Гуливицкий  | Вениамин Байбиков фельдшер                          |
| Юрий Лопарёв         | Гаврила Землянский                                  |
| Валерий Скорокосов   | Михаил Фролов председатель Верхних Бродов           |
| Константин Третьяков | Пётр Ляпоров пациент психбольницы, майор ФСБ        |
| Сергей Дружко        | камео                                               |

## Реакция
Максим Ершов (Film.ru): «Российское село в проекте предстаёт мистическим и не поддающимся рациональным законам местом, но если в телесериале „Топи“ гости проваливались в пугающую реальность, то в „Тайне пропавшей деревни“ народные поверья, суеверия и знахарство не страшат, а веселят. Выходит игровая версия „Невероятно, но факт“, в которой над всем необъяснимым иронизируют».
Татьяна Рыжкова («РИА Новости»): «Назвать „Тайну“ прорывом в российском кино нельзя, но со своим предназначением — веселить зрителей — он справляется отлично. По факту, это антиужастик — он напоминает, что мистику можно и нужно объяснять логически, а в сложных ситуациях главное — не терять голову (иначе можно потерять палец, как один из главных героев). Однако за абсурдностью и юмором во весь рост поднимается трагедия русской деревни, запустения провинции и угасания сел — недаром „Нижние Броды“ звучит почти как „нищеброды“. Но это осознаёшь уже после просмотра».
Мария Ракитина («Киноафиша»): «Абсурдная треш-комедия, которая представляет собой обаятельную пародию на культовые хорроры и триллеры, снятые в псевдодокументальном стиле, на ту же „Ведьму из Блэр“ или „Визит“ Шьямалана. Развлекательный сериал, который смело можно смотреть всем, кто часто прибегает к киноэскапизму, чтобы просто не сойти с ума в непростые времена. Создатели проекта лихо проходятся по всем клише дешевых хорроров, высмеивают теории заговора, градус треша и чёрного юмора в каждой серии только повышается, а персонажи Марии Горбань и Филиппа Ершова (многие помнят его ещё по российской адаптации „Красных браслетов“), играющего деревенского учителя по труду, — просто неподражаемы».
Константин Губанов («Российская газета»): «По первым двум сериям можно заключить, что съёмочной команде не только удалось знатно повеселиться, пока они создавали эту историю, но и выдать по-настоящему безумное шоу, где нашлось место и пародии на жанр мокьюментари, и сатирическому детективу в декорациях очень странной деревни, где буквально каждый второй — псих или близок к этому, и даже в какой-то степени мистическому хоррору, активно заигрывающему с так любимой всеми русской хтонью».
Екатерина Визгалова («Кино-театр.ру»): «То, что Светлаков воздержался от исполнения роли, — хорошее решение: без звёзд проект выглядит свежим. Неказистый бумерский юмор — кажется, единственное его существенно слабое место. Если продолжать в том же духе, неплохо бы позвать в сценаристы кого-нибудь помоложе».

## Награды
- 2023 — Премия фестиваля «Original+» в категории «Самый ожидаемый проект»[8]